# امیتک
امیتک (انگلیسی: Ametek) شرکت تولید صنعتی آمریکایی است، که در سال ۱۹۳۰ تأسیس شد.